# Philocheras breviflagella
Philocheras breviflagella är en kräftdjursart som beskrevs av Tomoyuki Komai 2001. Philocheras breviflagella ingår i släktet Philocheras och familjen Crangonidae. Inga underarter finns listade i Catalogue of Life.